# Национално знаме на Намибия
Националното знаме на Намибия е прието на 21 март 1990, веднага след обявяването на независимостта на страната от ЮАР.
Цветовете на намибийското национално знаме са заимствани от знамето на СУАПО, която е най-голямата огранизация на освободителното дживение в страната. Знамето на СУАПО е прието през 1971 и представлява правоъгълно платнище с три хоризонтални ивици – синя, червена и зелена. Това са цветовете на овамбо – най-многочислената етническа общност в страната.
Слънцето в горния ляв ъгъл символизира живота и енергията, както и пустинята Намиб. Синият цвят – небесните висини и Атлантическия океан, а така също и значимостта на водата в засушливия климат на страната. Червеният цвят олицетворява народа, неговия героизъм. Зеленият цвят е символ на природата, а белият – на мира и единството.

## Исторически знамена
- Знаме на Германска Югозападна Африка от 24 април 1884 до 9 юли 1915 г.
- Предложение за знаме на Германска Югозападна Африка (неизползвано)
- Знаме на Югозападна Африка в периода 9 юли 1915 до 28 юни 1919 г.
- Знаме на Югозападна Африка в периода 28 юни 1919 до 31 май 1928 г.
- Знаме на Югозападна Африка в периода 31 май 1928 до 21 март 1990 г.